# Béville-le-Comte
Béville-le-Comte település Franciaországban, Eure-et-Loir megyében. Lakosainak száma 1693 fő (2022. január 1.). Béville-le-Comte Umpeau, Voise és Roinville községekkel határos.

## Népesség
A település népességének változása:
| Lakosok száma | 840  | 1093 | 1210 | 1405 | 1536 | 1609 | 1657 | 1671 | 1670 | 1693 |
|               | 1968 | 1982 | 1990 | 2006 | 2013 | 2015 | 2017 | 2019 | 2020 | 2022 |